# Pakuncen (Wirobrajan)
Pakuncen is een bestuurslaag in het regentschap Jogjakarta van de provincie Jogjakarta, Indonesië. Pakuncen telt 9421 inwoners (volkstelling 2010).